# حيدرلوي بيغلر
حيدرلوي بيغلر هي قرية في مقاطعة أرومية، إيران. يقدر عدد سكانها بـ 361 نسمة بحسب إحصاء 2016.